# Esterházy László Pál
Gróf cseszneki Esterházy László Pál (Rábapaty, 1730. május 23. – Mohács, 1799. november 7.) pécsi püspök.

## Élete
Gróf cseszneki Esterházy Ádám és Berényi Erzsébet fiaként született, 1730. május 23-án keresztelték meg, Alsópatyon. 1746-ban a remete pálos rendbe lépett; tanulmányainak folytatására Rómába küldték, ahova 1749. október 27-én érkezett meg. Visszatérvén hazájába, 1761-ben és 1764. szeptember 23-án a rend provinciálisává, 1769-ben pedig a rend generalisává választották meg. 1776-ban Vácon címzetes püspök, nagyprépost és püspökhelyettes, 1780. június 23-án pécsi megyés püspök lett. Számos templomot és iskolát építtetett, valamint a pécsi, mohácsi és szentlászlói püspöki lakásokat. A pécsi püspöki könyvtárt rendkívül értékes ásványgyűjteménnyel gazdagította. Egyházszónokként is kiváló volt.

## Munkái
- Kortonai szüz Margitnak csudálatos megtérése (Sopron, 1757)
- Választott edény (Nagyszombat, 1758)
- Szent Ignácz patriárkának Jézus Társasága szerzőjének érdemes dicsérete. Nagyszombat, 1756
- Választott edény. Nagyszombat, 1758 (Xav. szent Ferencz tiszteletére mondott beszéd)
- A mennyei jegyes galambja, az az szüz szent Klára. Nagyszombat, 1759
- A sas-vári csudálatos képnek az uj templomba való áttételekor. Kolozsvár, 1763